# سیارک ۱۰۰۵۰
سیارک ۱۰۰۵۰ (به انگلیسی: 10050 Rayman، نامگذاری:1987MA1) ده هزار و پنجاهمین سیارک کشف شده‌است که در ۲۸ ژوئن ۱۹۸۷ کشف شد.
قدر مطلق سیارک برابر ۱۳٫۳۰ است.